# Le Merdasson
Le Merdasson är en bergstopp i Schweiz. Den ligger i distriktet Riviera-Pays-d'Enhaut och kantonen Vaud, i den sydvästra delen av landet, 70 km sydväst om huvudstaden Bern. Toppen på Le Merdasson är 1 857 meter över havet.